# Ivan Ljubičić
Ivan Ljubičić (iʋan ˈʎubitʃitɕ; Banja Luka, Iugoslàvia, 19 de març de 1979) és un extennista croat. El seu millor al rànquing de l'ATP va ser el número 3 l'any 2006. Va guanyar un total de deu títols individuals. Tot i no guanyar cap títol en dobles, va guanyar la medalla de bronze als Jocs Olímpics d'Atenes 2004 junt a Mario Ančić.
Des de la seva retirada va exercir com a entrenador de tennis, entre els quals destaquen Milos Raonic i Roger Federer.

## Biografia
Ljubičić va néixer a Banja Luka, quan pertanyia a la República Socialista de Bòsnia i Hercegovina (Iugoslàvia), i actualment dins de Bòsnia i Hercegovina. Fill de Marko i Hazira, bosniocroat i Bosníaca respectivament, té un germà Ivan. A causa de l'esclat de la Guerra de Bòsnia el maig de 1992, la família es va traslladar a Opatija (Croàcia) excepte el seu pare que no els va poder acompanyar. El retrobament no es va produir fins a finals d'any i es van establir a Rijeka.
L'abril del 1993, va entrar al club de tennis de Moncalieri, prop de Torí (Itàlia). En el 1995 va iniciar la seva carrera júnior defensant Croàcia, i l'any següent, tota la família va tornar a Croàcia per establir-se a Zagreb i ell va entrar a l'acadèmia Mladost.
Va decidir finalitzar la seva carrers esportiva a Montecarlo l'any 2012, on tenia la seva residència fiscal. El darrer partit fou contra el seu compatriota Ivan Dodig en primera ronda.
Després de la seva retirada, va començar com a mànager de Tomáš Berdych, però pocs mesos després va esdevenir entrenador de Milos Raonic. Durant la primera temporada a les seves ordres, Raonic va disputar la seva primera final de categoria Masters, a Toronto, va entrar per primer cop al Top 10 del rànquing, i també va disputar per primer cop a l'ATP World Tour Finals. Aquesta relació va finalitzar en acabar la temporada 2015 per fer d'entrenador de Roger Federer Després d'una temporada amb molts problemes físics, en el 2017 va guanyar el 18è títol de Grand Slam, el primer sota les ordres de Ljubičić, i posteriorment també va recuperar el número 1 del rànquing individual.

## Jocs Olímpics

### Dobles
| Any  | Campionat                     | Parella     | Oponents                     | Resultat           |
| ---- | ----------------------------- | ----------- | ---------------------------- | ------------------ |
| 2004 | Jocs Olímpics, Atenes, Grècia | Mario Ančić | Mahesh Bhupathi Leander Paes | 7−6(5), 4−6, 16−14 |

## Palmarès: 12 (10−0−2)

### Individual: 24 (10−14)
| Llegenda (pre/post 2009)                                 |
| -------------------------------------------------------- |
| Grand Slams (0−0)                                        |
| Tennis Masters Cup / ATP Finals (0−0)                    |
| ATP Masters Series / ATP World Tour Masters 1000 (1−3)   |
| ATP International Series Gold / ATP World Tour 500 (2−3) |
| ATP International Series / ATP World Tour 250 (7−8)      |

| Títols per superfície |
| --------------------- |
| Dura (7−12)           |
| Gespa (1−0)           |
| Terra batuda (0−0)    |
| Moqueta (2−2)         |

| Resultat  | Núm. | Data                   | Torneig                         | Superfície  | Oponent             | Marcador                   |
| --------- | ---- | ---------------------- | ------------------------------- | ----------- | ------------------- | -------------------------- |
| Guanyador | 1.   | 8 d'octubre de 2001    | Lió, França                     | Moqueta (i) | Younes El Aynaoui   | 6−3, 6−2                   |
| Finalista | 1.   | 12 de gener de 2004    | Doha, Qatar                     | Dura        | Nicolas Escudé      | 3−6, 6−7(4)                |
| Finalista | 2.   | 10 de gener de 2005    | Doha (2)                        | Dura        | Roger Federer       | 3−6, 1−6                   |
| Finalista | 3.   | 14 de febrer de 2005   | Marsella, França                | Dura (i)    | Joachim Johansson   | 5−7, 4−6                   |
| Finalista | 4.   | 21 de febrer de 2005   | Rotterdam, Països Baixos        | Dura (i)    | Roger Federer       | 7−5, 5−7, 6−7(5)           |
| Finalista | 5.   | 28 de febrer de 2005   | Dubai, Emirats Àrabs Units      | Dura        | Roger Federer       | 1−6, 7−6(6), 3−6           |
| Guanyador | 2.   | 9 d'octubre de 2005    | Metz                            | Dura (i)    | Gaël Monfils        | 7−6(7), 6−0                |
| Guanyador | 3.   | 16 d'octubre de 2005   | Viena, Àustria                  | Dura (i)    | Juan Carlos Ferrero | 6−2, 6−4, 7−6(5)           |
| Finalista | 6.   | 24 d'octubre de 2005   | Madrid, Espanya                 | Dura (i)    | Rafael Nadal        | 6−3, 6−2, 3−6, 4−6, 6−7(3) |
| Finalista | 7.   | 7 de novembre de 2005  | París, França                   | Moqueta (i) | Tomáš Berdych       | 3−6, 4−6, 6−3, 6−4, 4−6    |
| Guanyador | 4.   | 8 de gener de 2006     | Chennai, Índia                  | Dura        | Carles Moyà         | 7−6(6), 6−2                |
| Guanyador | 5.   | 5 de febrer de 2006    | Zagreb, Croàcia                 | Moqueta (i) | Stefan Koubek       | 6−3, 6−4                   |
| Finalista | 8.   | 3 d'abril de 2006      | Miami, Estats Units             | Dura        | Roger Federer       | 6−7(5), 6−7(4), 6−7(6)     |
| Finalista | 9.   | 2 d'octubre de 2006    | Bangkok, Tailàndia              | Dura (i)    | James Blake         | 3−6, 1−6                   |
| Guanyador | 6.   | 15 d'octubre de 2006   | Viena (2)                       | Dura (i)    | Fernando González   | 6−3, 6−4, 7−5              |
| Guanyador | 7.   | 6 de gener de 2007     | Doha                            | Dura        | Andy Murray         | 6−4, 6−4                   |
| Finalista | 10.  | 5 de febrer de 2007    | Zagreb                          | Moqueta (i) | Markos Bagdatís     | 6−7(4), 6−4, 4−6           |
| Finalista | 11.  | 26 de febrer de 2007   | Rotterdam (2)                   | Dura (i)    | Mikhaïl Iujni       | 2−6, 4−6                   |
| Guanyador | 8.   | 17 de juny de 2007     | 's-Hertogenbosch, Països Baixos | Gespa       | Peter Wessels       | 7−6(5), 4−6, 7−6(4)        |
| Finalista | 12.  | 1 de març de 2008      | Zagreb (2)                      | Dura (i)    | Serhí Stakhovski    | 5−7, 4−6                   |
| Guanyador | 9.   | 1 de novembre de 2009  | Lió (2)                         | Dura (i)    | Michaël Llodra      | 7−5, 6−3                   |
| Finalista | 10.  | 21 de març de 2010     | Indian Wells, Estats Units      | Dura        | Andy Roddick        | 7−6(3), 7−6(5)             |
| Finalista | 13.  | 31 d'octubre de 2010   | Montpeller, França              | Dura (i)    | Gaël Monfils        | 2−6, 7−5, 1−6              |
| Finalista | 14.  | 25 de setembre de 2011 | Metz                            | Dura (i)    | Jo-Wilfried Tsonga  | 3−6, 7−6(4), 3−6           |

### Dobles: 4 (0−4)
| Llegenda (pre/post 2009)                                 |
| -------------------------------------------------------- |
| Grand Slams (0−0)                                        |
| Jocs Olímpics Bronze (1)                                 |
| Tennis Masters Cup / ATP Finals (0−0)                    |
| ATP Masters Series / ATP World Tour Masters 1000 (0−0)   |
| ATP International Series Gold / ATP World Tour 500 (0−0) |
| ATP International Series / ATP World Tour 250 (0−4)      |

| Títols per superfície |
| --------------------- |
| Dura (0−1)            |
| Gespa (0−0)           |
| Terra batuda (0−2)    |
| Moqueta (0−1)         |

| Resultat  | Núm. | Data                   | Torneig       | Superfície   | Parella     | Oponents                        | Marcador            |
| --------- | ---- | ---------------------- | ------------- | ------------ | ----------- | ------------------------------- | ------------------- |
| Finalista | 1.   | 23 de juliol de 2000   | Umag, Croàcia | Terra batuda | Lovro Zovko | Álex López Albert Portas        | 1−6, 6−7(2)         |
| Finalista | 2.   | 12 de novembre de 2000 | Lió, França   | Moqueta (i)  | Jack Waite  | Paul Haarhuis Sandon Stolle     | 1−6, 7−6(2), 6−7(7) |
| Finalista | 3.   | 22 de juliol de 2001   | Umag (2)      | Terra batuda | Lovro Zovko | Sergio Roitman Andrés Schneiter | 2−6, 5−7            |
| Finalista | 4.   | 17 d'octubre de 2004   | Metz, França  | Dura (i)     | Uros Vico   | Arnaud Clément Nicolas Mahut    | 2−6, 6−7(8)         |

### Equips: 2 (2−0)
| Resultat  | Núm. | Data                      | Torneig                            | Superfície   | Equip                                     | Oponents                                        | Marcador |
| --------- | ---- | ------------------------- | ---------------------------------- | ------------ | ----------------------------------------- | ----------------------------------------------- | -------- |
| Guanyador | 1.   | 2 − 4 de desembre de 2005 | Copa Davis, Bratislava, Eslovàquia | Dura (i)     | Mario Ančić Goran Ivanišević Ivo Karlović | Dominik Hrbatý Karol Kučera Michal Mertiňák     | 3−2      |
| Guanyador | 2.   | 27 de maig de 2006        | Copa del món, Düsseldorf, Alemanya | Terra batuda | Mario Ančić Ivo Karlović                  | Nicolas Kiefer Michael Kohlmann Alexander Waske | 2−1      |

## Trajectòria

### Individual
| Open d'Austràlia | A   | Q2          | Q1          | A           | 1R    | 1R          | 3R          | 1R          | 2R    | 2R          | QF          | 1R          | 1R    | 2R          | 3R          | 3R          | 1R  | 0 / 13  | 13−13   |
| Roland Garros | A   | A           | A           | Q2          | 1R    | 1R          | 1R          | 3R          | 2R    | 1R          | SF          | 3R          | 4R    | 1R          | 3R          | 4R          | A   | 0 / 12  | 18−12   |
| Wimbledon | A   | A           | A           | A           | 1R    | 1R          | 2R          | 2R          | 1R    | 1R          | 3R          | 3R          | 1R    | A           | 1R          | 3R          | A   | 0 / 11  | 8−11    |
| US Open | A   | Q2          | A           | 2R          | 1R    | 2R          | 2R          | 2R          | 1R    | 3R          | 1R          | 3R          | A     | 1R          | 1R          | 2R          | A   | 0 / 12  | 9−12    |
| Jocs Olímpics | A   | No celebrat | No celebrat | No celebrat | 3R    | No celebrat | No celebrat | No celebrat | 3R    | No celebrat | No celebrat | No celebrat | A     | No celebrat | No celebrat | No celebrat | A   | 0 / 2   | 4−2     |
| Tennis Masters Cup | A   | A           | A           | A           | A     | A           | A           | A           | A     | RR          | RR          | A           | A     | A           | A           | A           | A   | 0 / 2   | 2−4     |
| Total Victòries/Derrotes                                                                                                   | 1−1 | 1−4         | 2−3         | 11−14       | 23−22 | 29−22       | 29−29       | 29−25       | 37−24 | 57−24       | 61−20       | 44−23       | 19−18 | 32−23       | 26−19       | 25−20       | 3−6 | 429−296 | 429−296 |
| Rànquing a final d'any | 576 | 289         | 293         | 77          | 91    | 37          | 49          | 42          | 22    | 9           | 5           | 18          | 45    | 24          | 17          | 30          | −   |         |         |
| Llegenda: G: Guanyador; F: Finalista; SF: Semifinalista; QF: Quarts de final; Q: Qualificació; A: Absent; RR: Round Robin; |     |             |             |             |       |             |             |             |       |             |             |             |       |             |             |             |     |         |         |

### Dobles
| Open d'Austràlia | 2R          | A           | 1R          | A  | 1R          | A           | A           | 2R | 2R          | QF          | 1R          | 1R | 0 / 8 | 6−8 |
| Roland Garros | A           | A           | A           | 3R | A           | 3R          | 1R          | 1R | A           | A           | 1R          | A  | 0 / 5 | 4−5 |
| Wimbledon | A           | A           | A           | A  | 1R          | 1R          | 1R          | A  | A           | A           | A           | A  | 0 / 3 | 0−3 |
| US Open | A           | A           | QF          | 1R | 2R          | 1R          | 1R          | A  | QF          | A           | A           | A  | 0 / 6 | 7−6 |
| Jocs Olímpics | No celebrat | No celebrat | No celebrat | 3r | No celebrat | No celebrat | No celebrat | A  | No celebrat | No celebrat | No celebrat | A  | 0 / 1 | 5−1 |
| Llegenda: G: Guanyador; F: Finalista; SF: Semifinalista; QF: Quarts de final; Q: Qualificació; A: Absent; RR: Round Robin; |             |             |             |    |             |             |             |    |             |             |             |    |       |     |

## Guardons
- Esportista croat de l'any (2005, 2006)